# 窄叶黄菀
窄叶黄菀（学名：Senecio inaequidens）为菊科黄菀属下的一个种。